# La Côte-d'Arbroz
La Côte-d'Arbroz is een gemeente in het Franse departement Haute-Savoie (regio Auvergne-Rhône-Alpes) en telt 223 inwoners (2004). De plaats maakt deel uit van het arrondissement Bonneville.

## Geografie
De oppervlakte van La Côte-d'Arbroz bedraagt 12,3 km², de bevolkingsdichtheid is 18,1 inwoners per km².
De onderstaande kaart toont de ligging van La Côte-d'Arbroz met de belangrijkste infrastructuur en aangrenzende gemeenten.

## Demografie
Onderstaande figuur toont het verloop van het inwonertal (bron: INSEE-tellingen).